# Động đất Kütahya 2011
Động đất Kütahya 2011 (tiếng Thổ Nhĩ Kỳ: 2011 Simav depremi) là trận động đất xảy ra vào lúc 23:15 (theo giờ địa phương), ngày 19 tháng 5 năm 2011. Trận động đất có cường độ 5.8 richter, tâm chấn độ sâu khoảng 9,1 km. Hậu quả trận động đất đã làm 2 người chết, 122 người bị thương.